# غلام‌علی وحدت
جنرال غلام‌علی وحدت، از سیاستمداران اهل افغانستان است؛ که از (۲۱ میزان/مهر ۱۳۹۲ الی، ۳۱ ثور ۱۳۹۴) به عنوان والی ولایت بامیان وظیفه اجرا می‌کرد. بعد از ایشان، بنا به دستوری از طرف رئیس‌جمهور اشرف غنی، محمد طاهر زهیر عهده‌دار مقام ولایت بامیان شد.

## زندگی‌نامه
غلام‌علی وحدت، فرزند نوازش علی ولدیت کرم‌علی بیگ در سال ۱۹۶۲ (میلادی) در قریه ده سرخ ولسوالی یکاولنگ، ولایت بامیان چشم به جهان گشود.
دوران کودکی و تحصیلات اولیه را در زادگاه خویش به پایان می‌رساند و پس از آن برای ادامه تحصیلات رهسپار کابل پایتخت کشورش می‌گردد. از رشته اقتصاد دانشگاه کابل فارغ‌التحصیل می‌شود و مدتی را در سمت یک معلم ایفای نقش می‌کند. پس از آن به ارتش ملحق می‌شود و برای تکمیل تحصیلات نظامی عازم ازبکستان و مسکو، پایتخت شوروی سابق می‌گردد.
بعد از بازگشت در پست‌ها و وظایف گوناگونی گماشته می‌شود؛ برای مثال در سال‌های اخیر به عنوان قوماندان (فرمانده) امنیه بامیان، فرمانده زون ۴۰۴ قندهار و همچنان به عنوان معین تامینات وزارت امور داخله انجام وظیفه نموده‌است. در تاریخ ۲۱ میزان/مهر ۱۳۹۲ به حکم رئیس‌جمهور اسبق افغانستان، حامد کرزی، به عنوان والی ولایت بامیان مشغول به کار می‌شود.

## انتخابات ریاست‌جمهوری ۱۳۹۸
وحدت در انتخابات ریاست‌جمهوری ۱۳۹۸ معاون دوم زلمی رسول بود.

## لیست سمت‌ها و وظایف
مدیر متقاعدین معینیت کادر و پرسنل
از ۱۳۶۱ تا ۱۳۶۷
معاون قوماندانی امنیه ولایت کابل
از ۱۳۶۷ تا ۱۳۶۹
استاد آکادمی پولیس ملی
از ۱۳۶۹ تا ۱۳۷۲
قوماندان فرقه ۵ پولیس در مزارشریف
از ۱۳۷۲ تا ۱۳۷۶
دوره مقاومت
از ۱۳۷۶ تا ۱۳۸۰
رئیس ارکان فرقه ۳۴ وزارت دفاع ملی
قوماندان فرقه ۳۴ وزارت دفاع ملی
از ۱۳۸۱ تا ۱۳۸۴
قوماندان امنیه ولایت بامیان
از ۱۳۸۴ تا ۱۳۸۶
قوماندان زون ۴۰۴ میوند قندهار
از ۱۳۸۶ تا ۱۳۸۹
رئیس عمومی عملیات ها مبارزه علیه مواد مخدر
از ثور ۱۳۸۹ تا سنبله ۱۳۸۹
معین تأمینات و اداری  وزارت امور داخله افغانستان
از سنبله ۱۳۸۹ تا ۲۱ ماه سنبله ۱۳۹۲
والی ولایت بامیان از میزان ۱۳۹۲ الی جوزای ۱۳۹۴
احتیاط فعال وزارت داخله از جوزای ۱۳۹۴ الی سرطان ۱۳۹۷
از ۶ سرطان ۱۳۹۷ اجرای تقاوت ذریعه فرمان ریاست جمهوری .

## دستاوردها
مهم‌ترین دستاورد آقای وحدت به عنوان والی ولایت بامیان، ارتقاء جایگاه این ولایت از ولایتی درجه ۳ به ولایتی با درجه‌بندی ۲ می‌باشد که معادل است با بودجه، خدمات رفاهی، امکانات و توجه بیشتر. این ثمره آقای وحدت وی را به شخصی محبوب در میان اهالی بامیان تبدیل نموده‌است. از دیگر کارهای شایان ذکر این فرد می‌توان از طرحی موسوم به انقلاب سبز بامیان نام برد که به وسیله کاشت گسترده و انبوه درختان هدف تبدیل نمودن بامیان به یکی از ولایات سرسبز افغانستان را دنبال می‌کرد.